# Adam22
Адам Джон Грэндмейсон (англ. Adam John Grandmaison; родился 24 ноября 1983), более известен как Adam22 — американский подкастер, блогер, журналист и порноактёр. Наиболее известен как создатель подкаста No Jumper.

## Биография
Адам увлекается BMX с ранних лет. Он рос, слушая хип-хоп, в особенности Гуччи Мейна.
Бывший президент США Билл Клинтон был близким другом отца Адама, Филипа Дж. В декабре 2000 года Клинтон помиловал его. Раннее Филип был осуждён за мошенничество.

## Карьера
В 2006 году Грэндмейсон создал веб-сайт The Come Up, которая стала одной из самых популярных площадок о BMX. Позже он создал ONSOMESHIT, команду велосипедистов и линию одежды BMX.
No Jumper изначально был блогом на Tumblr, основанным Джорджем Поттером в 2011 году и финансируемым Адамом. Название было выбрано благодаря строчке из песни «Bricks» Гуччи Мейна.
В 2015 году подкаст No Jumper стал размещаться на YouTube. Первоначально он был посвящён BMX. После интервью с мемфисским рэпером Xavier Wulf No Jumper стал платформой для интервьюирования известных фигур как в андеграундном, так и в мейнстримовом хип-хопе.
На подкаст приходили такие известные рэперы, как Lil Yachty, Lil Peep, Пуи, Juice WRLD, Suicideboys, Янг Тага, 6ix9ine и XXXTentacion, для которого это было первое профессиональное интервью, поднявшее его популярность.
Ди-джей Hot 97 Питер Розенберг сказал, что рассматривает Адама «как передового разведчика, ищущего новые невероятные таланты», в то время как в Rolling Stone описали его как «главного законодателя вкуса андеграундного хип-хопа».
Грэндмейсон организовал первый музыкальный фестиваль Trap Circus в Майами, штат Флорида, в 2017 году.
20 июня 2018 года Адам провёл мероприятие в память о XXXTentacion, который был убит двумя днями ранее. Толпа выросла до более чем 1000 человек, из-за чего приехала полиция. По имеющимся данным, для разгона людей применялись резиновые пули и слезоточивый газ.
Помимо рэперов он брал интервью у таких людей, как Энтони Фантано, Эдин Росс, Райли Рид, Шона О’Мэлли, Asspizza и The Nelk Boys.
Адам дебютировал как порноактёр в 2017 году. Он загрузил двухминутное видео на YouTube, где объявил о том, что порнофильм с его участием будет выпущено, как только его девушка наберет 1 миллион подписчиков.
В декабре 2019 года фильм был выпущен бесплатно в сотрудничестве с Pornhub под названием Podcast Smash. Название является отсылкой к No Jumper.
Адам вместе со своей невестой Леной анонсировали новый подкаст в ноябре 2021 года под названием Plug Talk, в котором основное внимание уделяется интервью со звёздами фильмов для взрослых. Премьера состоялась 16 ноября 2021 года.

## Личная жизнь
Грэндмейсон помолвлен с видеоблогером и порноактрисой Леной Нерсесян (Lena the Plug). В День святого Валентина 2020 года они объявили, что ждут своего первого ребёнка. Его дочь Паркер Энн Грэдмэсон родилась 14 ноября в 19:40.
Адам является атеистом.
В 2018 году Грэндмейсон был обвинён в сексуальном и физическом насилии со стороны двух женщин. Хотя он отрицал эти обвинения, Atlantic Records в конце концов разорвала отношения с ним.

## Дискография

### Синглы
| Название                                        | Год  | Высшая позиция | Высшая позиция | Альбом              |
| Название                                        | Год  | US Bub.        | US R&B/HH Bub. | Альбом              |
| ----------------------------------------------- | ---- | -------------- | -------------- | ------------------- |
| «Hard» (при участии Tay-K и BlocBoy JB)         | 2018 | 14             | 4              | Внеальбомные синглы |
| «Rivals» (при участии Killy и Smooky MarGielaa) | 2018 | —              | —              | Внеальбомные синглы |